# Achille Compagnoni
Achille Compagnoni, italijanski alpinist, * 26. september 1914, provinca Sondrio, Italija, † 13. maj 2009, Aosta/Aoste.
Compagnoni je sodeloval v navezi, ki je prva osvojila vrh K2 31. julija 1954; drugi je bil Lino Lacedelli.